# Donator
Le Donator, ou Prosper Schiaffino, est une épave de cargo coulé par une mine en 1945 et située entre les îles de Port-Cros et Porquerolles. C'est l'une des épaves les plus réputées en plongée en Méditerranée.

## Histoire
Baptisé Donator lors de sa construction en 1931 à Bergen (Norvège), il change plusieurs fois de nom au fil des changements de propriétaires.
Vendu à la Compagnie générale d'armement maritime en octobre 1933, il est renommé Petite Terre et transporte des bananes entre les Antilles et le port de Rouen où le débarquement s'opérait sur le quai Émile-Duchemin.
En juin 1939, la Société algérienne de navigation pour l'Afrique du Nord le rachète et le baptise Prosper Schiaffino, du nom du propriétaire, Charles Schiaffino. Il est alors transformé en pinardier.
La guerre éclate et le navire est alors chargé du transport des troupes et du matériel, puis du ravitaillement de la Corse, libérée dès 1943.

## Naufrage

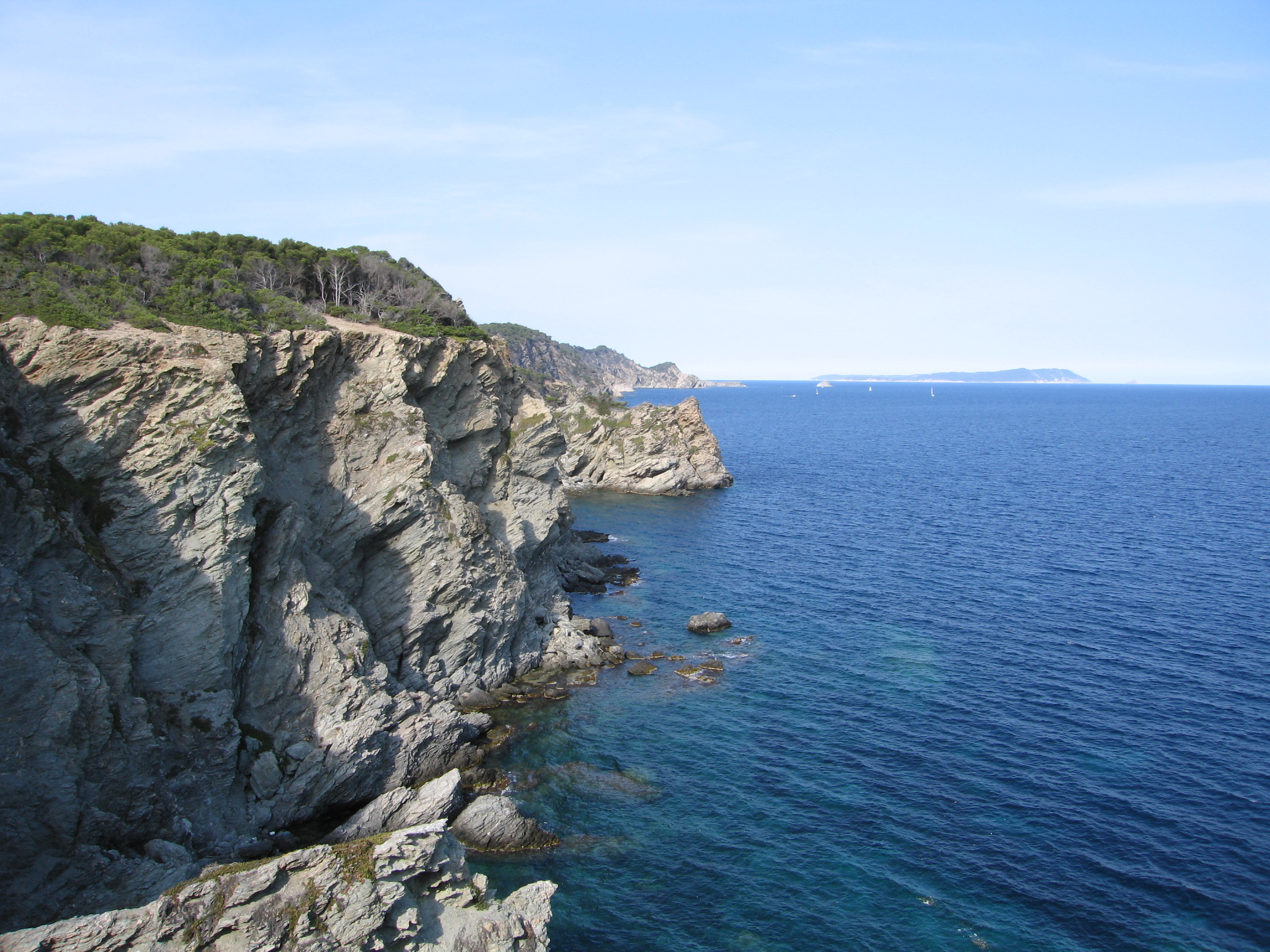
Sud de Porquerolles.

Le 10 novembre 1945, chargé de vin en provenance d'Algérie, le Prosper Schiaffino fait route au sud de Porquerolles en serrant la côte pour se protéger du mistral. À 13 h 15 une mine dérivante déchire presque le navire en deux qui sombre avant que les matelots n'aient pu mettre les canots à la mer. Heureusement un avion de la Royal Air Force donne l'alerte. Le naufrage fera tout de même 5 morts.
Le 3 décembre 1945, le Grec coulera dans les mêmes conditions.
Cette époque marque les débuts des exploits de Jacques-Yves Cousteau et Philippe Tailliez ; on aperçoit d'ailleurs le Prosper Schiaffino dans Le Monde du silence.

## Plongée
- Coordonnées : 42° 59′ 57″ N, 6° 16′ 43″ E
- Profondeur mini : 35 m
- Profondeur maxi : 51 m

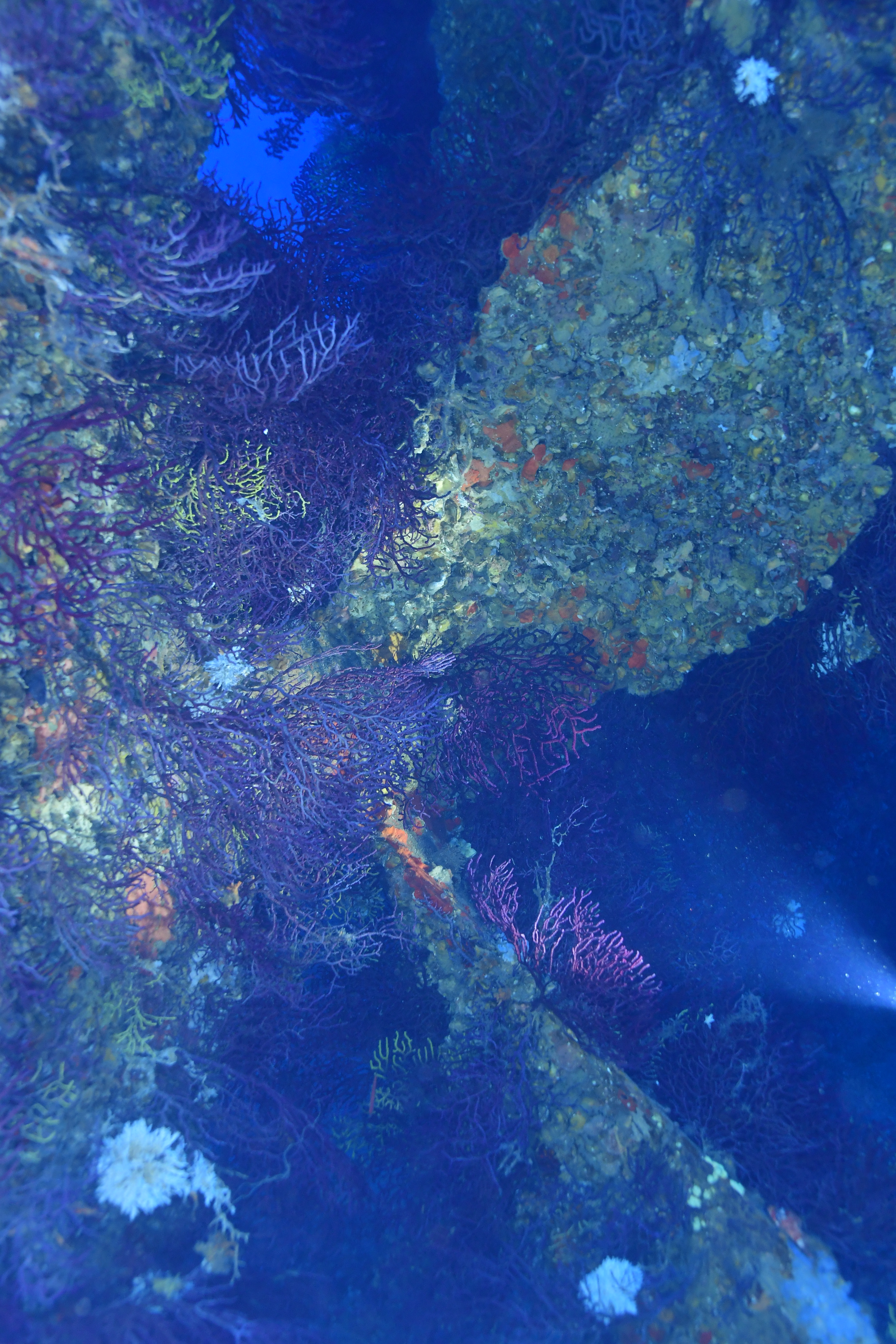
L'hélice du Donator.

- Points d'intérêt de l'épave : coursives, cales, barre à roue, hélice, gouvernail
- Faune : Gorgones, bancs de poissons, mérous, murènes, pélagique en chasse.

Jusqu'en janvier 2000, le mât arrière se dressait encore dans le bleu, culminant à 25 m de profondeur. Il est désormais tombé.